# Born in The '60s
『Born in The '60s』（ボーン イン ザ シックスティーズ）は、Various Artistsのライブ・イベント・ビデオ。

## 概要
the pillows主催による、参加者全員60年代生まれによるライブツアー「おっさんツアー」こと『Born in The '60s Tour』の模様を収録。

## 出演アーティスト
- the pillows
- ザ・コレクターズ(THE COLLECTORS)
- Theピーズ
- TOMOVSKY
- 怒髪天

## 収録曲
the pillows
1. Please Mr. Lostman
2. その未来は今

ザ・コレクターズ
1. エコロジー
2. 青春ミラー
3. NICK! NICK! NICK!

The ピーズ
1. とどめをハデにくれ
2. 実験4号
3. 焼きめし

TOMOVSKY
1. SKIP
2. 我に返るスキマを埋めろ
3. ほめてよ

怒髪天
1. 蒼き旅鳥
2. オレとオマエ
3. オトナノススメ

the pillows
1. 僕らのハレー彗星

セッション
1. LITTLE BUSTERS